# اینگرید روتل
اینگرید روتل (استونیایی: Ingrid Rüütel؛ زادهٔ ۳ نوامبر ۱۹۳۵) توده‌شناس و لغت‌شناس اهل استونی است. وی همسر آرنولد روتل رئیس‌جمهور سابق استونی و بانوی اول استونی از ۲۰۰۱ تا ۲۰۰۶ بود.